# Lee Thompson Young
Lee Thompson Young, (Columbia (South Carolina), 1 februari 1984 – Los Angeles, 19 augustus 2013) was een Amerikaans acteur.
Young studeerde af aan de filmacademie aan de University of Southern California.
Hij debuteerde in Disney Channel-serie The Famous Jett Jackson.
Verder was hij onder meer te zien in de films Jett Jackson: The Movie,  Friday Night Lights (2004), The Hills Have Eyes 2  , Akeelah and the Bee (2006) en Redemption (2004).
Lee speelde ook veel gastrollen in sitcoms en televisieseries, zoals in  The Guardian,  The Proud Family, South Beach,  Smallville,   Terminator: The Sarah Connor Chronicles, Scrubs,  CSI: NY  en  FlashForward.
Hij is vooral bekend als Barry Frost in de serie Rizzoli & Isles. 
In de videoclip About a Girl van de Sugababes speelde hij ook mee.
Op 19 augustus 2013 werd hij dood aangetroffen in zijn woning. Young (29 jaar) had zichzelf doodgeschoten. Hij is begraven op de Inglewood Park Cemetery in Los Angeles.
- Biblioteca Nacional de España: XX4662045
- Gemeinsame Normdatei: 1127257730
- International Standard Name Identifier: 0000 0000 8110 6675
- Library of Congress Control Number: no2006031366
- Istituto Centrale per il Catalogo Unico: DDSV236800
- Virtual International Authority File: 31745664
- WorldCat: E39PBJrWDHbBbF4mmkPBqW4rMP